# Tangents
Tangents ist ein Jazzalbum von Gary Peacock. Die im Auditorio Stelio Molo in Lugano im Mai 2016 entstandenen Aufnahmen erschienen 2017 auf ECM Records.

## Hintergrund
Neben und nach seiner Arbeit mit dem Standards Trio mit Jack DeJohnette und Keith Jarrett, mit dem 2009 letzte Aufnahmen entstanden (Somewhere), leitete der Bassist Gary Peacock eigene Trioformationen, in den letzten Jahren vor seinem Tod im September 2020 mit dem Pianisten Marc Copland und dem Schlagzeuger Joey Baron. Angesichts ihrer langen Karriere haben sich die Wege diese Musiker nicht überraschend gekreuzt, bevor das Trio gegründet wurde. Baron und Copland spielten zuletzt zusammen bei John Abercrombies Album Up and Coming (ECM, 2017), während Copland und Peacock an einer Reihe von Trio-Veröffentlichungen des Pianisten auf dem Pirouet-Label zusammengearbeitet haben, darunter Modinha - NY Trios Vol. 1 (2006), mit Schlagzeuger Bill Stewart, und Voices - NY Trios Vol. 2 (2007) mit Paul Motian.
Das Album Tangents war das Folgealbum nach der ersten Aufnahme des Trios (Now This, 2015). December Greenwings ist eine Überarbeitung das ursprünglich 1978 auf dem ECM-Album December Poems erschienene Peacock-Jan-Garbarek-Duetts.

## Titelliste
- Gary Peacock Trio: Tangents (ECM 2533)[3]
  1. Contact (Gary Peacock) 6:39
  2. December Greenwings (Gary Peacock) 4:50
  3. Tempei Tempo (Gary Peacock) 4:10
  4. Cauldron (Joey Baron) 2:29
  5. Spartacus (Alex North) 5:10
  6. Empty Forest (Peacock, Baron, Copland) 7:11
  7. Blue in Green (Miles Davis) 4:42
  8. Rumblin’ (Gary Peacock) 4:07
  9. Talkin’ Blues (Marc Copland) 4:04
  10. In and Out (Joey Baron) 2:53
  11. Tangents (Gary Peacock) 6:50

## Rezeption
Nach Ansicht von Karl Ackermann, der das Album in All About Jazz rezensierte, müsse man nur Rumblin’ hören, um den 82-jährigen Peacock solo zu erleben, um ihn als das zeitlose Wunder zu begreifen, das er ist. In Tangents verfolge er einen vorausschauenden Ansatz beim Komponieren in dieser späten Phase seiner Karriere, notierte der Autor. Anstatt eine bequeme Position einzunehmen, sei Peacock viel eher geneigt, mit freieren Formen zu experimentieren. Er habe dafür in Baron und Copland empathische Partner gefunden, die wi er die gleiche Erfahrung mitbringen und die Musik zusammen fühlen.

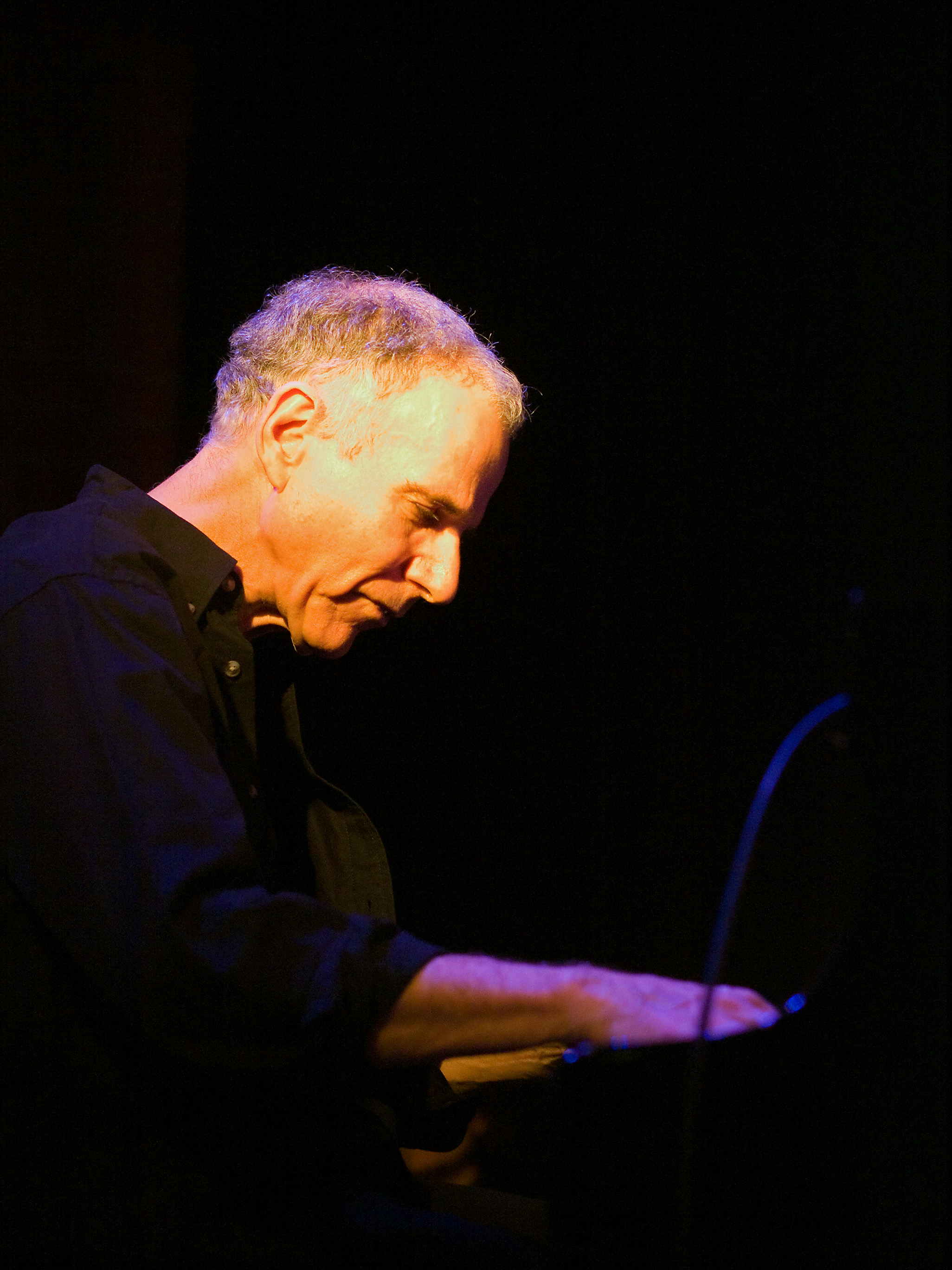
Marc Copland im Jazzclub Unterfahrt (München 2010)

Ebenfalls in All About Jazz schrieb Mike Jukovic, im Laufe seiner gesamten Karriere habe der Bassist und Komponist Gary Peacock einen langen Weg zurückgelegt, um den Bass zu einem emotionalen und überzeugenden Soloinstrument zu machen. Insbesondere sei es seine nachdrückliche, intuitive Arbeit im Piano-Trio-Format, die uns dankbar mache. Tangents sei eine äußerst viszerale und poetische Angelegenheit, die Hörer umgibt und sie eindrücklich in die Gegenwart versetzt. Ein weiterer stiller Triumph, so das Resümée des Autors.
Cormac Larkin schrieb in der Irish Times, der Bassist Gary Peacock sei vielleicht am besten dafür bekannt, mit dem Keith-Jarrett-Trio Standards zu spielen, aber die Wurzeln des Bassisten reichen bis in die Avantgarde der 1960er-Jahre zurück und er bringe diese beiden Seiten auf dieser Triosession wunderbar zusammen, mit seinen langjährigen Mitarbeitern, dem Pianisten Marc Copland und dem Schlagzeuger Joey Baron. Eine Reihe von Peacock-Kompositionen sowie Alex Norths Erkennungsmelodie aus Spartacus (1960) und Miles Davis’ klassischem Blue in Green - wechseln von der Abstraktion über zarte Lyrik bis hin zu freudigem Swing, ohne den intensiven Fokus von drei alten Hasen zu verlieren, deren Meister jeweilige Instrumente, die den Mut und die Demut haben, die Musik entscheiden zu lassen, wohin sie gehen will.
Britt Robson schrieb in JazzTimes, Tangents sei von einem Ambiente empfangener Weisheit und geduldiger Gewissheit durchdrungen.